# Il signor Rossi compra l'automobile
Il signor Rossi compra l'automobile és un curtmetratge d'animació del 1966 dirigit per Bruno Bozzetto, en el que va ser el quart curtmetratge de la sèrie dedicada al Senyor Rossi, en el que es fan caricatures divertides de fets quotidians.

## Sinopsi
Influït per les persones que l'envolten, el Senyor Rossi acaba comprant-se un cotxe. Aquest fet li canviarà radicalment la personalitat.

## Premis
Premi al millor curtmetratge en la 13a edició dels Premis Sant Jordi de Cinematografia (1969).